# Epa Tuioti
Sili Epa Tuioti est un homme politique samoan.

## Biographie
Il travaille vingt ans dans la fonction publique, notamment au ministère des Finances, et est le principal conseiller économique et financier du gouvernement de 1991 à 1999. Il devient par la suite l'un des directeurs généraux d'une société de conseil.
Il entre en politique au sein du Parti pour la protection des droits de l'homme, et est élu député au Fono (parlement national) aux élections de 2016. Il est alors nommé ministre des Finances dans le gouvernement du Premier ministre Tuilaepa Sailele Malielegaoi. Il s'attache notamment à améliorer les infrastructures du pays (routes, ports, réseau électrique) pour faciliter les activités des entreprises,. Il est battu dans sa circonscription aux élections de 2021.